# Nxamasere
Nxamasere è un villaggio del Botswana situato nel distretto Nordoccidentale, sottodistretto di Ngamiland West. Il villaggio, secondo il censimento del 2011, conta 1.584 abitanti.

## Località
Nel territorio del villaggio sono presenti le seguenti 3 località:
- Congo,
- Kajaja,
- Xhowi